# Provincia de Elqui
La provincia de Elqui es una de las tres provincias en las que está dividida la Región de Coquimbo en Chile. La capital provincial es la ciudad de Coquimbo.
Debe su nombre al principal río de la provincia: el río Elqui.

## Geografía
La provincia de Elqui tiene una superficie de 16 895,1 km²; es la de mayor tamaño de las tres provincias de la región de Coquimbo. Se caracteriza por su clima mediterráneo árido, con lluvias invernales, temperaturas moderadas y una humedad relativa elevada en las comunas costeras.
Limita por el norte con la provincia de Huasco (región de Atacama), por el este con la Argentina, por el sur con la provincia de Limarí y por el oeste con el océano Pacífico o Mar de Chile.
El principal río de la provincia es el Elqui con una longitud de 75 km. En el valle del río se cultiva frutales, incluyendo vid.

## Población
Para el último censo (2017), la población de la provincia era de 496 337 con una densidad poblacional de 29,38.
La comuna con mayor población de la provincia es coquimbo con una población en 2017 de 227 730 habitantes.

## Administración
La administración de la provincia de Elqui radica en el Gobierno Regional y Gobernador provincial que es actualmente Marcelo Gutiérrez (RN). Además cuenta con 7 miembros del Consejo Regional que son electos a través de votación popular.
- Adriana Peñafiel Villafañe (RN)
- Marcelo Castagneto Arancibia (RN)
- Marco Sulantay Olivares (UDI)
- Paola Cortés Vega (UDI)
- Carlos Galleguillos Rojo (PS)
- Javier Vega Ortiz (PCCh)
- Lombardo Toledo Escorza (PDC)

## Economía
En 2018, la cantidad de empresas registradas en Elqui fue de 12.270. El Índice de Complejidad Económica (ECI) en el mismo año fue de 1,09, mientras que las actividades económicas con mayor índice de Ventaja Comparativa Revelada (RCA) fueron Extracción de Zinc y Plomo (79,08), Elaboración de Piscos e Industrias Pisqueras (77,95) y Leasing Habitacional (59,68).

## Autoridades

### Gobernador provincial (1976-2021)

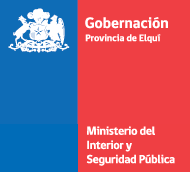
Logotipo de la Gobernación de la provincia de Elqui hasta 2021.

| Gobernador(a)                   | Partido | Partido | Inicio                  | Final                   | Presidente(a) | Presidente(a)           |
| ------------------------------- | ------- | ------- | ----------------------- | ----------------------- | ------------- | ----------------------- |
| Tulio Valenzuela Valenzuela     |         | Ind.    | 21 de enero de 1976     | 6 de diciembre de 1978  |               | Augusto Pinochet        |
| Igor Fernando Bravo Robles (s)  |         | Ind.    | 6 de diciembre de 1978  | 5 de febrero de 1979    |               | Augusto Pinochet        |
| Juan de Dios Peralta Marín      |         | Ind.    | 5 de febrero de 1979    | 5 de octubre de 1989    |               | Augusto Pinochet        |
| Lowry Bullemore Castro          |         | Ind.    | 5 de octubre de 1989    | 11 de marzo de 1990     |               | Augusto Pinochet        |
| Carlos Yusta Rojas              |         | PS      | 11 de marzo de 1990     | 11 de marzo de 1994     |               | Patricio Aylwin         |
| Luis González Vega              |         | PS      | 11 de marzo de 1994     | septiembre de 1995      |               | Eduardo Frei Ruíz-Tagle |
| Raúl Saldívar Auger             |         | PS      | Noviembre de 1995       | 11 de marzo de 2000     |               | Eduardo Frei Ruíz-Tagle |
| Orlando Cerda Silva             |         | PS      | 11 de marzo de 2000     | diciembre de 2000       |               | Ricardo Lagos           |
| Raúl Saldívar Auger             |         | PS      | Diciembre de 2000       | 28 de diciembre de 2001 |               | Ricardo Lagos           |
| Marcelo Díaz Díaz               |         | PS      | 28 de diciembre de 2001 | 16 de diciembre de 2002 |               | Ricardo Lagos           |
| Sofía Villalobos Humeres        |         | PS      | 18 de diciembre de 2002 | noviembre de 2005       |               | Ricardo Lagos           |
| Celso López San Francisco       |         | PS      | Noviembre de 2005       | 11 de marzo de 2006     |               | Ricardo Lagos           |
| Rolando Calderón Aránguiz       |         | PS      | 11 de marzo de 2006     | 11 de marzo de 2010     |               | Michelle Bachelet       |
| Pablo Argandoña Medina          |         | RN      | 11 de marzo de 2010     | 12 de noviembre de 2012 |               | Sebastián Piñera        |
| Juan Francisco García Mac-Vicar |         | RN      | 12 de noviembre de 2012 | 11 de marzo de 2014     |               | Sebastián Piñera        |
| Américo Ramón Giovine Oyarzún   |         | PDC     | 11 de marzo de 2014     | 11 de marzo de 2018     |               | Michelle Bachelet       |
| Daniela Norambuena Borgheresi   |         | RN      | 11 de marzo de 2018     | 29 de julio de 2019     |               | Sebastián Piñera        |
| Gonzalo Chacón Larraín          |         | RN      | 29 de julio de 2019     | 20 de noviembre de 2020 |               | Sebastián Piñera        |
| Marcelo Gutiérrez               |         | RN      | 20 de noviembre de 2020 | 14 de julio de 2021     |               | Sebastián Piñera        |

### Delegados presidenciales provinciales (Desde 2021)
Actualmente la provincia de Elqui no posee un Delegado Presidencial Provincial. Con la nueva ley de descentralización, las gobernaciones de las capitales regionales se extinguen junto con las intendencias, generando una fusión en sus equipos de trabajo, pasando a conformar la Delegación Presidencial Regional, a cargo del Delegado presidencial regional de Coquimbo. Por lo cual no existe una Delegación presidencial provincial de Elqui.

## Comunas
La provincia de Elqui se divide en seis comunas.
| \| Código \| Comuna \| Capital \| Superficie[1] (km²) \| Población (2017) \| Porcentaje de la población total de la provincia de Elqui (%) \| \| ------ \| ------------ \| ---------- \| ------------------- \| ---------------- \| ------------------------------------------------------------- \| \| 04101 \| 8 La Serena \| La Serena \| 1892,8 \| 221 054 \| 44,54% \| \| 04102 \| 6 Coquimbo \| Coquimbo \| 1429,3 \| 227 730 \| 45,88% \| \| 04103 \| 5 Andacollo \| Andacollo \| 310,3 \| 11 044 \| 2,23% \| \| 04104 \| 7 La Higuera \| La Higuera \| 4158,2 \| 4241 \| 0,85% \| \| 04105 \| 9 Paihuano \| Paihuano \| 1494,7 \| 4497 \| 0,91% \| \| 04106 \| 10 Vicuña \| Vicuña \| 7609,8 \| 27 771 \| 5,59% \| \| Total \| Total \| Total \| 16 895,1 \| 496 337 \| 100% \| | Provincia de Elqui en la parte superior (5-10). |            |                  |                  |                                                               |
| Código | Comuna                                          | Capital    | Superficie (km²) | Población (2017) | Porcentaje de la población total de la provincia de Elqui (%) |
| 04101 | 8 La Serena                                     | La Serena  | 1892,8           | 221 054          | 44,54%                                                        |
| 04102 | 6 Coquimbo                                      | Coquimbo   | 1429,3           | 227 730          | 45,88%                                                        |
| 04103 | 5 Andacollo                                     | Andacollo  | 310,3            | 11 044           | 2,23%                                                         |
| 04104 | 7 La Higuera                                    | La Higuera | 4158,2           | 4241             | 0,85%                                                         |
| 04105 | 9 Paihuano                                      | Paihuano   | 1494,7           | 4497             | 0,91%                                                         |
| 04106 | 10 Vicuña                                       | Vicuña     | 7609,8           | 27 771           | 5,59%                                                         |
| Total | Total                                           | Total      | 16 895,1         | 496 337          | 100%                                                          |

## Galería

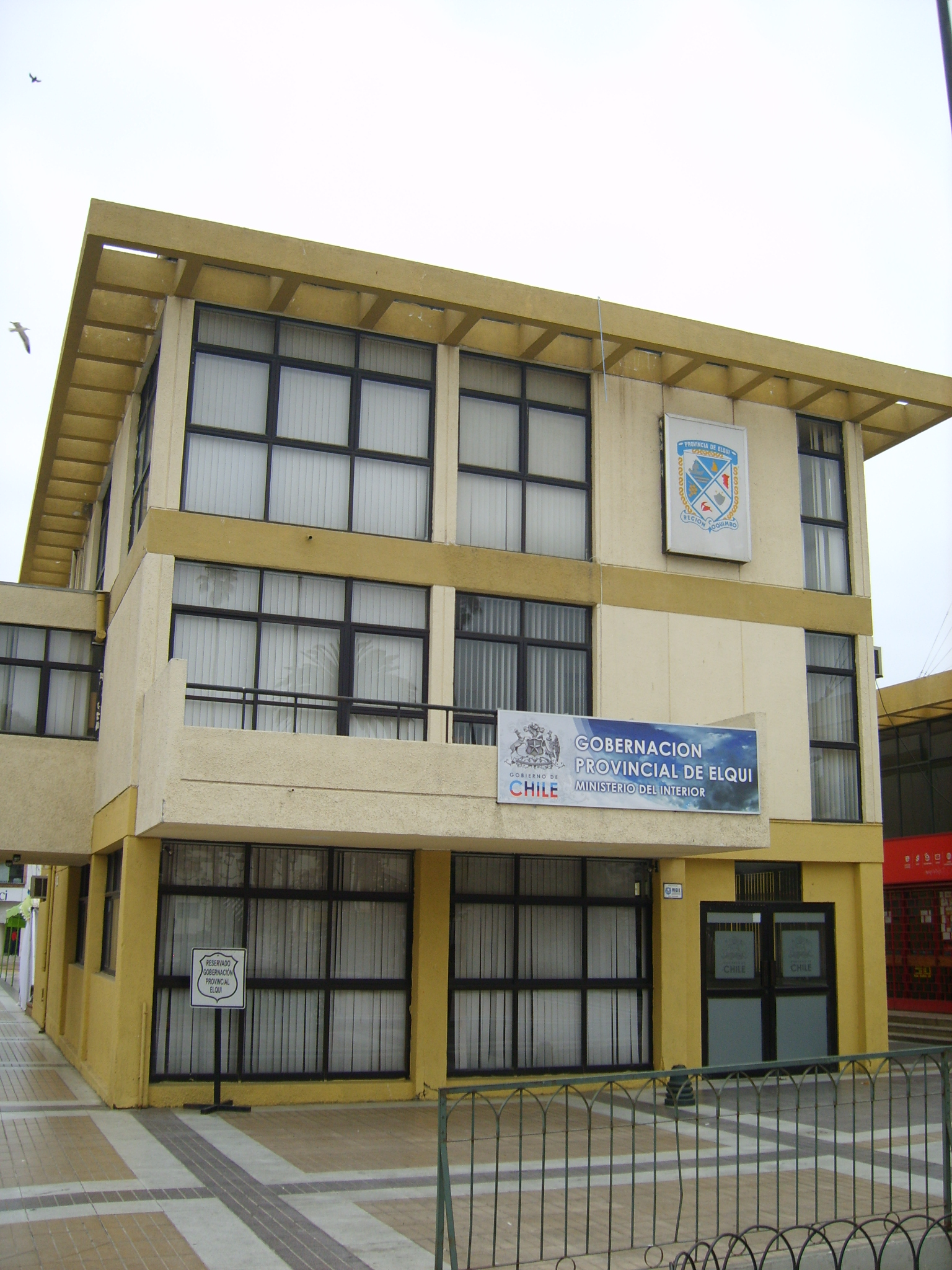
Gobernación Provincial de Elqui en Coquimbo.
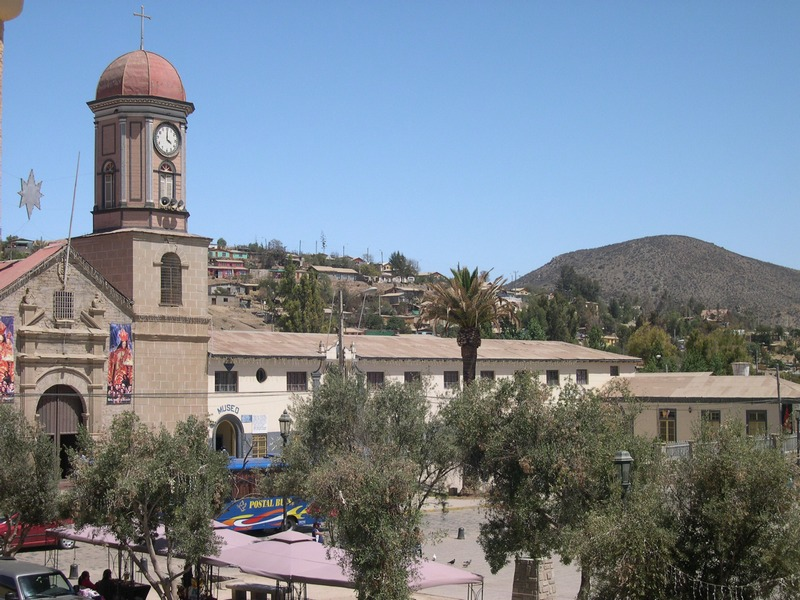
Andacollo: Plaza.
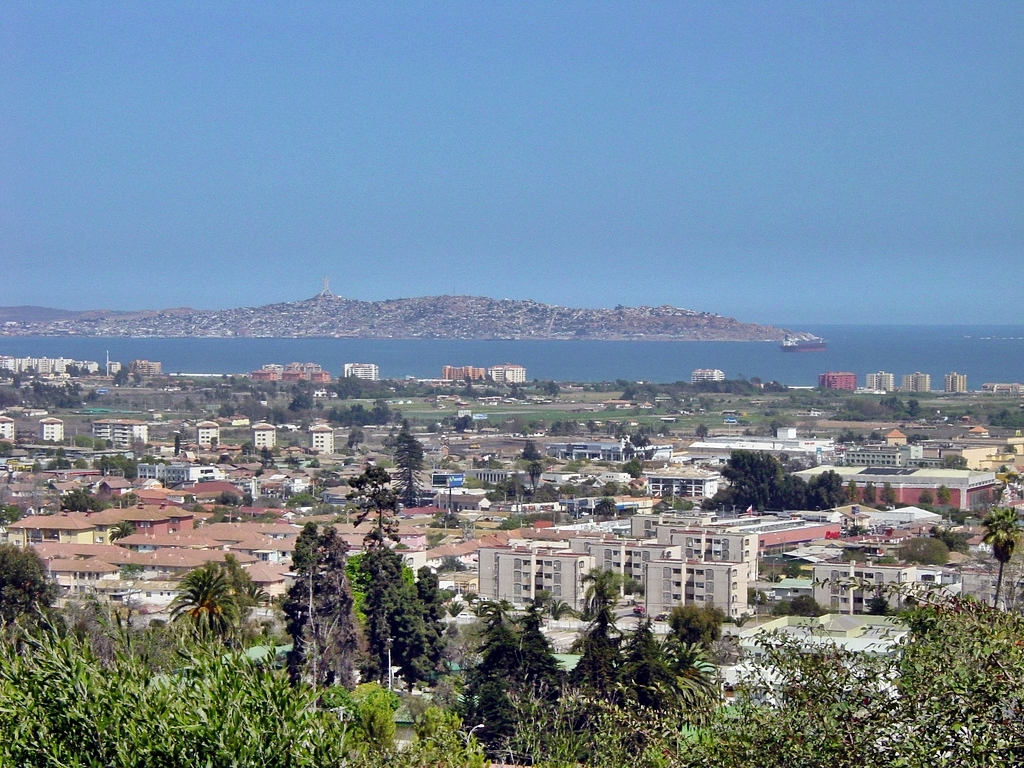
Conurbación La Serena-Coquimbo.
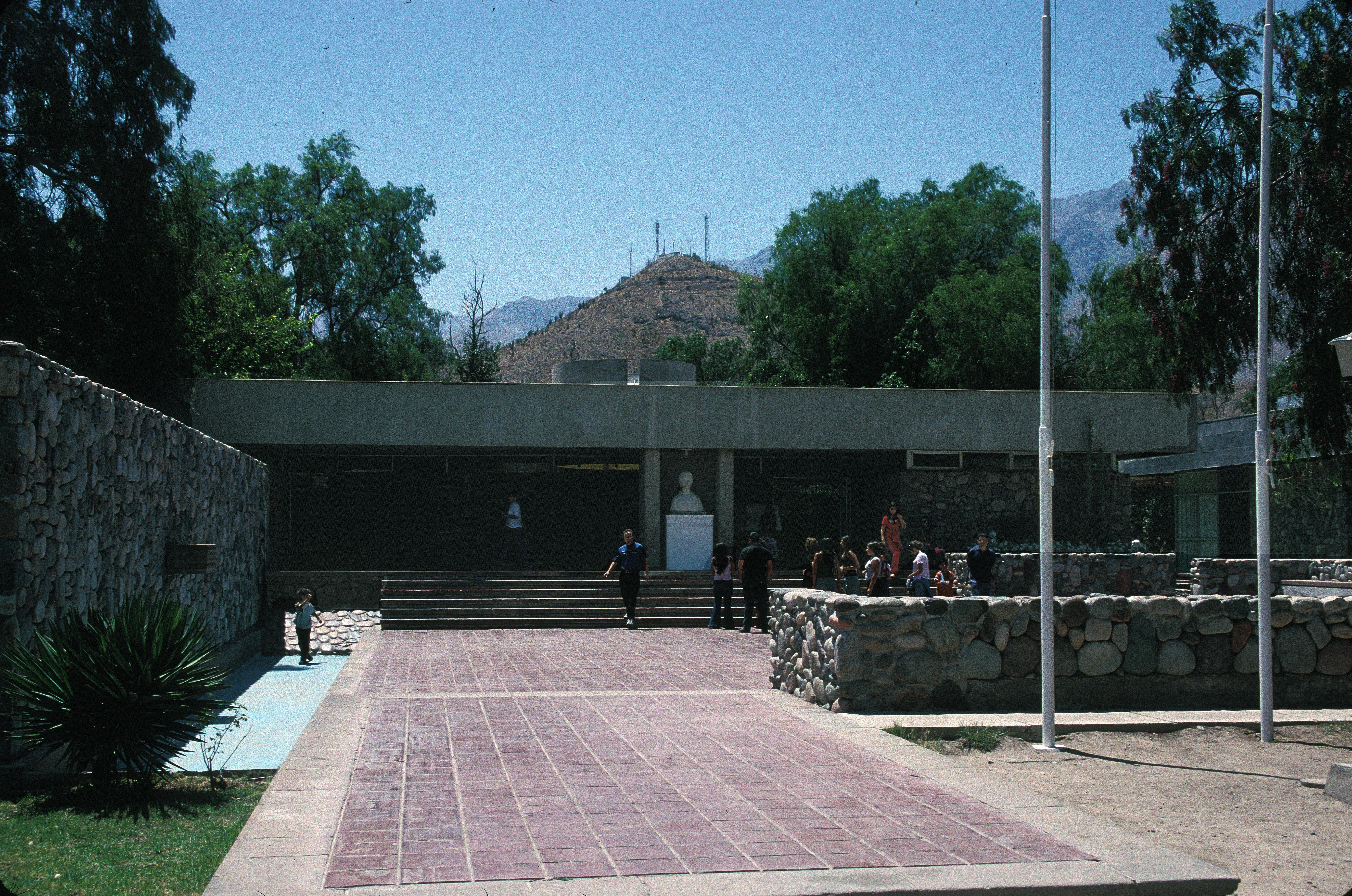
Museo Gabriela Mistral en Vicuña.